# Marc Yor
Marc Yor (n. 24 iulie 1949, Brétigny-sur-Orge, Seine-et-Oise, Franța – d. 9 ianuarie 2014, Athis-Mons, Métropole du Grand Paris, Franța) a fost un matematician francez binecunoscut pentru lucrările sale privind procesele stocastice, în special proprietățile semi-martingalelor, mișcarea browniană și alte procese Lévy, procese Bessel și aplicațiile lor la matematica finanțelor. Din 1981 era profesor la Universitatea Paris VI din Paris, Franța.
A primit mai multe premii, inclusiv Premiul Humboldt, Premiul Montyon și a fost numit Cavaler al Ordinului Național de Merit al Republicii Franceze. A fost membru al Academiei Franceze de Științe.  Printre studenții săi se numără matematicieni notabili precum Jean-Francois Le Gall  și Jean Bertoin. 
A murit pe 10 ianuarie 2014, la vârsta de 64 de ani.

## Câteva publicații

### Cărți
- Yor, M. 1992. Some Aspects of Brownian Motion. Part I: Some Special Functionals. Birkhäuser.
- Yor, M. 1997. Some Aspects of Brownian Motion. Part II: Some Recent Martingale Problems. Birkhäuser.
- Revuz, D. și Yor, M. 1999. Continuous martingales and Brownian motion. Springer.
- Yor, M. 2001. On Exponential Functionals of Brownian Motion and Related Processes. Springer.
- Emery, M. și Yor, M. (eds.) 2002. Séminaire de probabilités 1967-1980: a selection in Martingale theory. Springer.
- Chaumont, L. și Yor, M. 2003. Exercises in Probability: A Guided Tour from Measure Theory to Random Processes, via Conditioning.. Cambridge University Press.
- Mansuy, R. și Yor, M. 2006. Random Times and Enlargements of Filtrations in a Brownian Setting. Springer.
- Mansuy, R. și Yor, M. 2008. Aspects of Brownian Motion. Springer.
- Roynette, B. și Yor, M. 2009.Penalising Brownian Paths. Springer.
- Jeanblanc, M. & Yor, M., Chesney, M. 2009. Metode matematice pentru piețele financiare. Springer.
- Profet, C., Roynette, B. și Yor, M. 2010.Option Prices as Probabilities. Springer.
- Hirsch, F., Prophet, C., Roynette, B. & Yor, M. 2011. Peacocks and associated martingales, with explicit constructions. Springer.